# Marquez (Texas)
Marquez es una ciudad ubicada en el condado de León en el estado estadounidense de Texas. En el Censo de 2010 tenía una población de 263 habitantes y una densidad poblacional de 74,61 personas por km².

## Geografía
Marquez se encuentra ubicada en las coordenadas 31°14′12″N 96°15′26″O / 31.23667, -96.25722. Según la Oficina del Censo de los Estados Unidos, Marquez tiene una superficie total de 3.52 km², de la cual 3.52 km² corresponden a tierra firme y (0%) 0 km² es agua.

## Demografía
Según el censo de 2010, había 263 personas residiendo en Marquez. La densidad de población era de 74,61 hab./km². De los 263 habitantes, Marquez estaba compuesto por el 72.24% blancos, el 9.13% eran afroamericanos, el 0.76% eran amerindios, el 0% eran asiáticos, el 0% eran isleños del Pacífico, el 16.35% eran de otras razas y el 1.52% pertenecían a dos o más razas. Del total de la población el 24.71% eran hispanos o latinos de cualquier raza.